# Maxime Cervulle
Maxime Cervulle, né en 1983, est professeur en sciences de l’information et de la communication à Paris 8 Université des créations.

## Biographie
Maxime Cervulle est l'auteur d'une thèse soutenue en 2011 à l'université Panthéon-Sorbonne sous la direction de Bernard Darras,. Il dépose un dossier d'habilitation à diriger des recherches en 2020 à l'Université de Paris-VIII sous la garantie de Alexandra Saemmer.
De 2019 à 2023, il co-dirige le Centre d’études sur les médias, les technologies et l’internationalisation (CEMTI). Il est également co-directeur du master “Culture et communication”, responsable du parcours de Master « Médias et rapports sociaux de classe, race, genre » et membre du Conseil scientifique du GIS Institut du genre. Ses thèmes de recherche principaux sont les enjeux de diversité et les questions de genre dans les médias et les arts, mais aussi l'étude des publics et de la réception des contenus médiatiques.
Il travaille dans une perspective inspirée par les Cultural Studies. Il écrit avec Nelly Quemener un manuel présentant ce champ de recherche d'origine britannique : Cultural studies : théories et méthodes, publié en 2015 aux éditions Armand Colin et réédité en 2018 dans une version augmentée. La présence de lacunes dans la bibliographie, l'absence de traductions de textes majeurs issus de cette tradition de pensée, ou de traditions connexes, le conduisent à participer activement à la traduction d'ouvrages universitaires en lien avec les Cultural studies, les études de genre ou la sociologie du racisme. Il traduit l'ouvrage de Judith Butler, Défaire le genre, et contribue à faire connaître en France l'un des pionniers des Cultural studies, Stuart Hall, en compilant deux anthologies de ses textes,.
En 2021, il coordonne avec Sarah Lécossais pour le Collectif 50/50 une enquête intitulée « Cinégalités » qui analyse le genre, l’origine ou encore la catégorie socioprofessionnelle des personnages de 115 films français sortis en 2019[incompréhensible], parmi lesquels figurent les cent films ayant disposé des plus importants budgets et les cent films ayant réalisé le plus d’entrées en salle. Le résultat de l'enquête montre une forme de décalage entre les personnages présent à l'écran et la société française.

## Dans le blanc des yeuxet le concept de «blanchité»
Il est l'un des premiers à importer et expliquer le concept de blanchité, dans son livre Dans le blanc des yeux : diversité, racisme et médias publié en 2013 et réédité en 2021,. Le concept de blanchité est la traduction du concept de « whiteness » proposé par Judith Ezekiel en opposition au concept de blanchitude. Issu d'un champ de recherche anglophone appelé Whiteness Studies ou Critical White Studies, le concept de blanchité renvoie selon lui « aux modalités dynamiques par lesquelles, en certains contextes socio-historiques, certains individus ou groupes peuvent être assignés (selon un processus d’allo-identification) ou adhérer (selon un processus d’auto-identification) à une ‘identité blanche’ socialement gratifiante ». L'auteur retrace l'histoire de ce concept et la diversité de ses usages dans des approches plus ou moins matérialistes, ou plus ou moins libérales. C'est à ce titre qu'il propose dans l'ouvrage une critique de la notion de "privilège blanc". Il évoque aussi  l'analyse de Toni Morrison, qui montre la formation littéraire d'une « identité blanche imaginaire » présentée comme neutre et universelle.
Pour l'auteur, c'est en interrogeant la notion de « diversité » au cinéma et à la télévision, et la naturalisation de l'absence de diversité, qu'il en est venu à donner une place centrale à la question de la blanchité dans ses travaux. Son livre Dans le blanc des yeux propose ainsi de reconsidérer les débats relatifs à la diversité dans les médias et au cinéma au prisme des apports des travaux sur la blanchité, ce qui le conduit à critiquer certains des termes élémentaires de la politique de diversité menée en France depuis 2005, par exemple la notion de "minorités visibles", qui redouble la stigmatisation. Sa thèse (2011) porte sur ce sujet.

## «Homo exoticus»
Son premier ouvrage Homo exoticus écrit avec Nick Rees-Roberts (en) propose une analyse critique des conflictualités de classe, de race et de genre dans la culture visuelle gay, qui s'inscrit dans la lignée des cultural studies et des théories queer. Il est considéré, d'après le site web de l'université de Bristol, comme la première publication académique en français à combiner théorie queer et critique postcoloniale. Les auteurs livrent dans cet ouvrage une analyse, non exhaustive, des politiques et des représentations gay en France, marquées par une volonté assimilationniste et l’universalisme républicain. Mais ces politiques ignorent les enjeux de classe et de race qu’implique la lutte pour l’égalité, et finissent par rejeter à la périphérie les groupes ethniques et les minorités sexuelles. Ils situent l'« Homo exotique » dans le cadre d'une réponse critique à l'hostilité ouverte du gouvernement Sarkozy envers les immigrés et aux incertitudes postcoloniales plus larges. Un gouvernement marqué par l'affaire Frédéric Mitterrand, ministre de la culture accusé de pédophilie en 2009, après avoir raconté ses rencontres avec de jeunes garçons thaïlandais dans un livre autofictionnel : La mauvaise vie. Le livre de Maxime Cervulle et Nick Rees-Roberts s'ouvre sur l'analyse de cette affaire. Ils étudient les représentations et les discours de la pornographie gay française ou du cinéma d'auteur, comme celui de Gaël Morel ou de François Ozon, qui font des corps de l’ouvrier maghrébin ou du jeune de banlieue un objet de fantasmes et d’excitation. Le cinéma d'auteur ou pornographique démontre la place centrale des rapports sociaux de race et de classe dans la fabrique des fantasmes. Ils dénoncent la prédilection pour le garçon arabe chez les gays qu'ils qualifient d'érotisme postcolonial, qui contrasterait avec la vie gay en France qui exclut clairement les sans-papiers et les étrangers. Maxime Cervulle  reprend le concept d'homonationalisme, développé par la théoricienne queer américaine Jasbir Puar, pour analyser le comportement occidental qui chercherait à imposer des valeurs d'acceptation des personnes homosexuelles à des pays homophobes en développant parfois des discours racistes ou xénophobes. Il s'exprime à ce sujet après la polémique de l'affiche de la marche LGBT de 2011 ou encore au sujet d'un débat sur Pink TV posant la question : faut-il boycotter les pays homophobes ? Il défend le droit à d'autres formes de sexualité et d'identité que celle du consommateur gay occidental. Il a traduit un ouvrage de Jasbir Puar qui aborde la question de l'homonationalisme aux Etats-Unis dans le contexte d'après 11 septembre.

## Autres activités
En 2008, il co-organise le premier Festival international du film porno de Paris (Paris Porn Film Fest), l'objectif est de diffuser en salle, accompagnés de débats, des films qui remettent en cause les normes habituelles de représentation des sexualités. La majorité des films programmés proposent des points de vue féministes ou queers et sont réalisés par des femmes.

## Publications
Pour une liste de ses publications plus complète, voir le site du CEMTI.

### Ouvrages
- Maxime Cervulle et Nick Rees-Roberts (en), Homo exoticus. Race, classe et critique queer, Armand Collin et Ina éditions, 2010.
- Maxime Cervulle, Dans le blanc des yeux, Diversité, racisme et médias, Amsterdam, 2013. Seconde édition augmentée en 2021.
- Maxime Cervulle et Nelly Quemener, Cultural Studies, Théories et méthodes, Armand Collin, 2015.

### Ouvrages collectifs
- Collectif, Penser à gauche, Figures de la pensée critique aujourd'hui, Amsterdam, 2011
- Anne Isabelle François (dir.), Maxime Cervulle (dir.) et Patrick Farges (dir.), Marges du masculin : exotisation, déplacements, recentrements, L'Harmattan, coll. "Identités, Genres, Sexualités", 2015.
- Maxime Cervulle et Nelly Quemener, Queer, dans Juliette Rennes (dir.) Encyclopédie critique du genre, La découverte, 2016.
- Maxime Cervulle (dir.), Nelly Quemener (dir.), Florian Voros (dir.), Matérialismes, culture & communication, Tome 2, Cultural studies, théories féministes et décoloniales, Presses des Mines, 2016.
- Stuart Hall, Maxime Cervulle (dir.), Identités et cultures 1, Politiques des Cultural Studies, trad. Christophe Jaquet, Amsterdam, 2017.
- Stuart Hall, Maxime Cervulle (dir.), Identités et cultures 2, Politique des différences, trad. Florian Vörös et Aurélien Blanchard, Amsterdam, 2019.
- Maxime Cervulle, dans Malek Bouyahia (dir.), Franck Freitas-Ekué (dir.) et Karima Ramdani (dir.), Penser avec Stuart Hall, La dispute, 2021

### Traductions
- Eve Kosofsky Sedgwick, Épistémologie du placard (1990), trad. : Maxime Cervulle, Amsterdam, 2008.
- Terkel Studs, Race. Histoires orales d’une obsession américaine, trad. : de Maxime Cervulle, Myriam Dennehy et Christophe Jaquet, Amsterdam, 2010.
- Jasbir K. Puar, Homonationalisme, Politique Queer après le 11 septembre, trad. : Maxime Cervulle et Judy Minx, Amsterdam, 2012.
- Raewyn Connell, Meoïn Hagège (dir.) et Arthur Vuattoux (dir.), Masculinités, Enjeux sociaux de l'hégémonie, trad. : Claire Richard, Clémence Garrot, Florian Vörös, Marion Duval et Maxime Cervulle, Amsterdam, 2014.
- Florian Vörös (dir.), Cultures pornographiques, Anthologie des porn studies, trad : Maxime Cervulle, Marion Duval, Clémence Garrot, Lee Lebel-Canto, Fred Pailler et Nelly Quemener, Amsterdam, 2015.
- Judith Butler, Défaire le genre, trad. Maxime Cervulle, Amsterdam, 2016.

### Autre
- Robin DiAngelo, préface de Maxime Cervulle, Fragilité blanche, Ce racisme que les Blancs ne voient pas, trad. : Bérengère Viennot, Les Arènes, 2020.
- Teresa de Lauretis, postface de Maxime Cervulle, Théorie queer et cultures populaires, trad. : Sam Bourcier, La dispute, 2023.